# Doux d'Henry
Le doux d'Henry  est un cépage italien de raisins noirs.

## Origine et répartition géographique
Il  provient du nord de l’Italie.  Il serait originaire de la région Pignerol entre Pinerolo et San Secondo di Pinerolo à l'entrée de la Valle del Chisone.
Il est classé cépage d'appoint en DOC Pinerolese Doux d'Henry. Il est classé recommandé en province de Turin dans la région du Piémont. En 1998, il couvrait 17 ha.

## Caractères ampélographiques
- Extrémité du jeune rameau duveteux blanc.
- Jeunes feuilles aranéeuses, à liseré carminé.
- Feuilles adultes, 3 à 5 lobes avec des sinus supérieurs profonds en V ouvert, un sinus pétiolaire en lyre, des dents ogivales, moyennes, un limbe velouté.

## Aptitudes culturales
La maturité est de troisième époque tardive: 35  jours après le chasselas.

## Potentiel technologique
Les grappes et les baies sont de taille grande. La grappe est pyramidale et ailée. Vinifiée seule, le doux d'Henry donne un vin faible de couleur rosé mais parfumé et de saveur délicate.
La production n'est pas stable car sujet à la coulure et au millerandage. Les fleurs hermaphrodites sont auto-stériles. Il faut cultiver le doux d'Henry, qui débourre tardivement,  en mélange avec d'autres cépages.

## Synonymes
Le doux d'Henry est connu sous le nom de don d'Henry, dono d'Enrico, doun d'Henry, doux d'Henry nera, gros d'Henry